# Claudia Augusta
Claudia Augusta (äv. Claudia Neronis) var den romerske kejsaren Neros enda barn. Hennes mor var Poppaea Sabina. Claudia föddes i Antium den 21 januari år 63 och dog samma år i april. Hon förlänades den kejserliga titeln Augusta, 'den upphöjda'. Efter sin död förklarades hon av romerska senaten som gudomlig och förärades ett tempel. På mynt från denna tid porträtteras hon som "Diva Clavdia", den gudomliga Claudia.